# Liste von Kunstwerken im öffentlichen Raum in Wuppertal
Die Liste von Kunstwerken im öffentlichen Raum in Wuppertal gibt einen Überblick über Kunst im öffentlichen Raum, unter anderem Skulpturen, Plastiken, Landmarken und andere Kunstwerke in Wuppertal. Es besteht kein Anspruch auf Vollständigkeit.

## Kunstwerke in Wuppertal
| Bezeichnung                    | Standort                                                                              | Koordinate                                 | errichtet | Künstler | Anmerkungen                                                        | Bild |
| ------------------------------ | ------------------------------------------------------------------------------------- | ------------------------------------------ | --------- | --- | ------------------------------------------------------------------ | ---- |
| Bellona                        |                                                                                       | 51° 15′ 27″ N, 7° 8′ 27″ O                 | 1922      | Georg Kolbe |                                                                    |      |
| Ein neuer erfolgreicher Tag    |                                                                                       | 51° 15′ 25″ N, 7° 8′ 31″ O                 | 2008      | Guillaume Bijl |                                                                    |      |
| Kaiser-Friedrich-Denkmal       |                                                                                       | 51° 15′ 30″ N, 7° 8′ 47″ O                 | 1893      | Gustav Eberlein | verschwunden                                                       |      |
| Kaiser-Wilhelm-Denkmal         |                                                                                       | 51° 15′ 23″ N, 7° 9′ 6″ O                  | 1893      | Gustav Eberlein | eingeschmolzen                                                     |      |
| Elberfelder Armenpflegedenkmal |                                                                                       | 51° 15′ 23″ N, 7° 8′ 50″ O                 | 1903      | Wilhelm Neumann-Torborg | Heute eine Rekonstruktion.                                         |      |
| Engels-Denkmal                 |                                                                                       | 51° 16′ 1″ N, 7° 11′ 30″ O                 | 2014      | Zeng Chenggang |                                                                    |      |
| Gerechtigkeitsbrunnen          |                                                                                       | 51° 15′ 52″ N, 7° 9′ 4″ O                  | 1910      | Bernhard Hoetger |                                                                    |      |
| Zufuhr                         |                                                                                       | 51° 15′ 16″ N, 7° 8′ 44″ O                 | 1996      | Tony Cragg | Über einem Ansaugloch für die Klimaanlage der Sparkasse Wuppertal. |      |
| Die Sitzende                   |                                                                                       | 51° 15′ 10″ N, 7° 10′ 7″ O                 | 1959      | Henry Moore |                                                                    |      |
| Domagk                         |                                                                                       | 51° 14′ 29″ N, 7° 6′ 34″ O                 | 2013      | Tony Cragg |                                                                    |      |
| Early Forms                    |                                                                                       | 51° 15′ 26″ N, 7° 8′ 48″ O                 | 1991      | Tony Cragg | Von der Heydt-Museum                                               |      |
| I'm Alive                      | Barmen: Friedrich-Engels-Allee                                                        | 51° 16′ 4″ N, 7° 11′ 33″ O                 | 2005      | Tony Cragg |                                                                    |      |
| Die starke Linke               | Barmen: Engelsgarten                                                                  | 51° 16′ 0″ N, 7° 11′ 28″ O                 | 2014      | Alfred Hrdlicka | Marmor                                                             |      |
| Rufende Kraniche               | Wuppertal Zoo                                                                         | 51° 14′ 26″ N, 7° 6′ 45″ O                 | 1982      | Fritz Melis | Bronze                                                             |      |
| Lego-Brücke                    | Grenze zwischen Elberfeld (Wohnquartier Ostersbaum) und Barmen (Wohnquartier Clausen) | Koordinaten: 51° 16′ 3,1″ N, 7° 9′ 38,8″ O | 2011      | Martin Heuwold |                                                                    |      |
| Lebensader Wupper              | Elberfeld: Friedrichstraße                                                            | 51° 15′ 35″ N, 7° 8′ 48″ O                 | 1997      | Tony Cragg |                                                                    |      |
| Boy                            | mehrere Ausführungsorte                                                               | 51° 15′ 0″ N, 7° 9′ 28″ O                  | 1999      | Tony Cragg |                                                                    |      |
| Astropfad Wuppertal            | verschiedene Orte in Wuppertal                                                        |                                            | 1997      | verschiedene |                                                                    |      |
| Outsides                       | verschiedene Orte in Wuppertal                                                        |                                            | 2006      | mehrere, darunter Blu, die brasilianischen Brüder Os Gêmeos mit Nina, der Franzose JR und Martha Cooper, eine US-amerikanische Fotojournalistin |                                                                    |      |
| Dreiseitige Raumrhythmisierung | Wuppertal-Ronsdorf, vor der Klinik Bergisch-Land                                      | 51° 13′ 28″ N, 7° 10′ 23″ O                | 1963      | Will Brüll |                                                                    |      |